# Diccionario analógico conceptual
Un Diccionario Analógico Conceptual es aquel que permite recuperar palabras que contienen el concepto
del que se parte. 
El léxico de cada idioma es reflejo de la cultura en el que se desarrolla y a la que sirve. En un diccionario alfabético monolingüe de un idioma determinado están presentes muchos de los rasgos culturales del grupo humano que lo habla.
Un Diccionario analógico conceptual contiene un Diccionario alfabético tradicional más un Diccionario ideológico (como el Diccionario ideológico de la lengua española) que le sirve de estructura subyacente. Un diccionario ideológico contiene un Lexicón Multilenguaje que adopta la forma de árbol Conceptual. Tiene una organización inclusiva en árbol (penicilina, estreptomicina, etc. están incluidas en antibióticos, antibiótico en medicamento, etc.). Permite acceder a la información a partir de cualquier concepto aunque sea muy especializado o específico (por ejemplo engreído o engreída), por conceptos multipalabra (poco fundado = poco serio es un concepto multipalabra).
Como todos los diccionarios analógicos actúa como una lupa, va centrando tu visión hasta que descubre la palabra exacta que expresa el matiz que se tiene en mente. 
Como sugeridor de ideas actúa a la inversa. Sugiere ideas traídas de campos que, desde un punto de vista puramente formal, parecen no tener nada que ver con el campo conceptual del que has partido pero que, por eso mismo, pueden tener un gran valor simbólico. 
Un Diccionario analógico conceptual es una herramienta interdisciplinar situada entre la lexicografía de múltiples idiomas, la sociolingüística, la lingüística computacional y la etnología referida a múltiples culturas.